# Henri Appy
Jean Henri Appy (Den Haag, 3 januari 1826 – Rochester, 16 november 1903) was een Nederlands violist, die furore maakte in de Verenigde Staten.
Hij werd geboren binnen het gezin van violist Jean Appy en Ernestine Dupuis. Zijn broer is cellist Ernest Appy.
Zijn muzikale opleiding kreeg hij in eerste instantie van zijn vader. Vervolgens mocht hij gaan studeren bij Wilhelm Lübeck aan de Muziekschool in Den Haag. Daarna was het de beurt aan Jean Baptiste Buziau en  Camillo Sivori, leerling van Niccolò Paganini. Hij gaf een aantal concerten in Nederland en Duitsland. Tijdens een van de concerten in Felix Meritis was de koning aanwezig, maar ook de consul van de Verenigde Staten. Die haalde hem over aldaar te gaan wonen en werken. In 1851 vertrok hij. Hij verzorgde in de VS concerten met Eliza Biscacciant en Jenny Lind. Hij streek neer in New York, alwaar hij onder meer speelde met de Philharmonic Society. Hij woonde enige tijd in Cincinnati, maar hij kon daar niet aarden en ging wonen in Rochester. Hij ging er werken aan de plaatselijke muziekschool en gaf leiding aan het plaatselijk orkest. Lesgeven deed hij ook in New York. Langzaam aan verschoof zijn werk meer naar het opleiden van leerlingen; het concertwerk verdween naar de achtergrond.
Van zijn hand verscheen een klein aantal werkjes en het boek Vocal method for daily practice.